# King Peak (Nevada)
King Peak – szczyt w Hrabstwie Nye w Nevadzie (USA). Wysokość góry wynosi 3 362 m (11 031 stóp) n.p.m., a wybitność 400 m.

## Przypisy

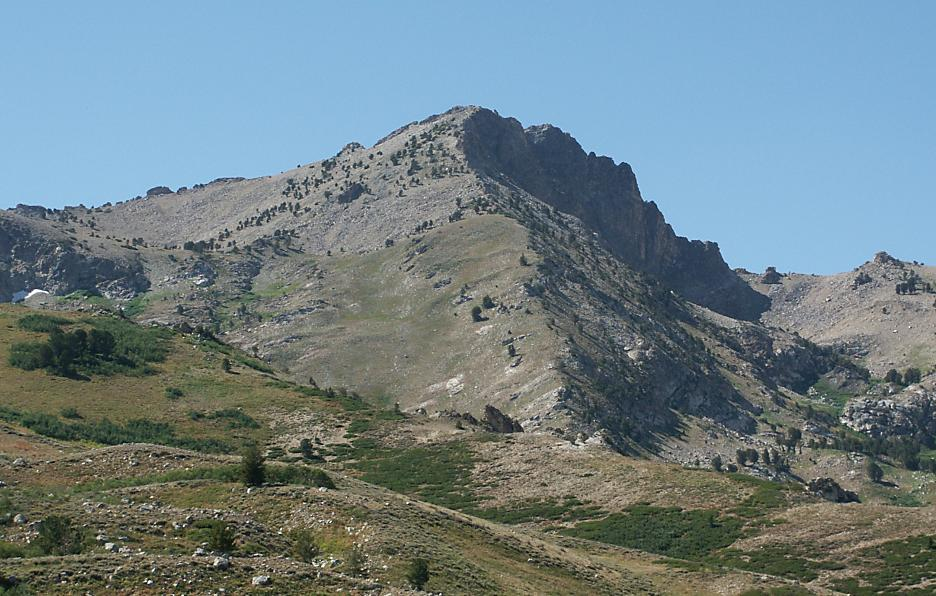
Widok z zachodu